# 공무방해에 관한 죄
공무방해에 관한 죄(公務妨害－關－罪)는 대한민국 형법 각칙 제8장에서 규정하고 있는 범죄로, 공무원의 직무를 방해하여 국가의 행정집행을 해하는 범죄를 말한다.

## 해당 조문
- 대한민국 형법 제136조(공무집행방해)
- 대한민국 형법 제137조(위계에 의한 공무집행방해)
- 대한민국 형법 제138조(법정 또는 국회회의장모욕)
- 대한민국 형법 제139조(인권옹호직무방해)
- 대한민국 형법 제140조(공무상 비밀표시무효)
- 대한민국 형법 제140조의2(부동산강제집행효용침해)
- 대한민국 형법 제141조(공용서류 등의 무효, 공용물의 파괴)
- 대한민국 형법 제142조(공무상 보관물의 무효)
- 대한민국 형법 제143조(미수범)
- 대한민국 형법 제144조(특수공무방해)